# Basilio Pompilj
Basilio Pompilj  (Espoleto, 16 de abril de 1858 — Roma, 5 de maio de 1931) foi cardeal italiano da Igreja Católica Romana. Serviu como vigário-geral de Roma de 1913 até sua morte.

## Biografia
Basilio Pompilj nasceu em Espoleto e estudou no Pontifício Seminário Romano antes de ser ordenado presbítero em 5 de dezembro de 1886. Fez trabalho pastoral em Roma de 1888 a 1904. Durante esse período, Pompilj foi feito auditor da Sagrada Congregação para o Concílio em 1891, oficial da Penitenciária Apostólica em 1896, e prelado adjunto da Congregação para o Concílio em 16 de março de 1898. Foi promovido ao posto de protonotário apostólico em 18 de dezembro de 1899 e foi nomeado auditor da Rota Romana em 18 de julho de 1904.
Pompilj mais tarde retornou à Congregação para o Concílio ao se tornar seu secretário em 31 de janeiro de 1908. Como secretário, era segundo oficial mais elevado daquele dicastério, servindo sucessivamente a Vincenzo Vannutelli e Casimiro Gennari. Antes de se tornar bispo, Pompilj foi feito cardeal-diácono de Santa Maria em Domnica pelo papa Pio X no consistório de 27 de novembro de 1911. Pio X posteriormente o tornaria vigário-geral de Roma, e, portanto, responsável pela pastoral da Diocese de Roma, em substituição ao falecido cardeal Pietro Respighi, em 7 de abril de 1913.
Em 5 de maio de 1913, Pompilj foi preconizado bispo titular de Filipos e recebeu sua sagração episcopal no dia 11 de maio seguinte do cardeal Antonio Agliardi, tendo o então arcebispo Donato Sbarretti e o bispo Americo Bevilacqua como co-consagrantes na Igreja de São Vicente de Paula no Aventino. Em 28 de maio de 1914, escolheu se tornar cardeal-presbítero, com o título de Santa Maria em Aracoeli. Ele então participou do conclave de 1914, que escolheu o papa Bento XV, e foi nomeado arcipreste da Basílica de Latrão em 28 de outubro do mesmo ano.
O cardeal-vigário foi elevado a cardeal-bispo de Velletri-Segni em 22 de março de 1917 e foi um dos eleitores noutro conclave, o de 1922, que resultou na eleição do papa Pio XI. Entre outros eventos, Pompilj serviu como legado papal para a abertura (24 de dezembro de 1924) e para o fechamento (24 de dezembro de 1925) da Porta Santa na Basílica de Latrão. Em 9 de julho de 1930, ele se tornou vice-decano do Colégio dos Cardeais, permanecendo nesta posição até falecer.
Pompilj morreu em Roma aos 73 anos. Seu corpo foi sepultado originalmente no cemitério de Campo di Verano, mas seus restos mortais foram transferidos posteriormente para a Catedral de Espoleto, cidade onde nasceu, em 18 de dezembro de 1933.